# Parafia Najświętszej Maryi Panny Częstochowskiej w Lekarzewicach
Parafia Najświętszej Maryi Panny Częstochowskiej w Lekarzewicach – parafia rzymskokatolicka, znajdująca się w diecezji włocławskiej, w dekanacie bądkowskim. 

## Duszpasterze
- proboszcz: ks. Dariusz Grenda (od 2017)

## Kościoły
- kościół parafialny: Kościół Najświętszej Maryi Panny Częstochowskiej w Lekarzewicach